# Juan Ruiz de Orejuela
Juan Ruiz de Orejuela (Córdoba siglo XVI -  Santafé de Bogotá ) fue un militar español.
Fue conquistador castellano, maestre de campo, capitán de infantería, encomendero y alcalde colonial de Santafé en varias ocasiones.

## Biografía
Nació en Córdoba, Castilla. Se casó en Santafé de Bogotá con Catalina López y tuvo 7 hijos. Su hijo era Esteban Orejuela el encomendero de Fómeque.
Sirvió 10 años en el ejército imperial español, participó en diferentes campañas de Italia. Presenció la captura de Francisco I de Francia por los solados de Carlos V. Participó en el saco de Roma siendo soldado de Condestable de Borbón. 
Siguiendo las riquezas del Nuevo Mundo, Juan se embarcó en la expedición de Jerónimo Lebrón de Quiñones tras escuchar que los soldados de Quesada habían encontrado bastante oro en el Nuevo Reino de Granada.
regresó en 1543 al Nuevo Reino de Granada como miembro de la expedición de Alonso Luis de Lugo.
Fue partícipe de la captura de los caciques Arubare y Marubare de los Taironas.
Primer titular de la encomienda de Panqueba, cerca de Tunja.